# Campeonato Mundial de Atletismo em Pista Coberta de 2022 - Pentatlo feminino
A prova do pentatlo feminino do Campeonato Mundial de Atletismo em Pista Coberta de 2022 ocorreu no dia  18 de março na Belgrade Arena, em Belgrado, na Sérvia.

## Recordes
Antes desta competição, os recordes mundiais e do campeonato nesta prova eram os seguintes:
|                       | Nome               | Nacionalidade | Pontos | Local    | Data               |
| --------------------- | ------------------ | ------------- | ------ | -------- | ------------------ |
| Recorde mundial       | Natallia Dobrynska | Ucrânia       | 5.013  | Istambul | 9 de março de 2012 |
| Recorde do campeonato | Natallia Dobrynska | Ucrânia       | 5.013  | Istambul | 9 de março de 2012 |

## Medalhistas
| Ouro             | Prata                | Bronze                 |
| Noor Vidts (BEL) | Adrianna Sułek (POL) | Kendell Williams (USA) |

## Cronograma
Todos os horários são locais (UTC+1).
| Data        | Hora  | Evento                  |
| ----------- | ----- | ----------------------- |
| 18 de março | 09:35 | 60 metros com barreiras |
| 18 de março | 11:02 | Salto em altura         |
| 18 de março | 13:20 | Arremesso de peso       |
| 18 de março | 17:30 | Salto em distância      |
| 18 de março | 19:50 | 800 metros              |

## Resultados

### 60 metros com barreiras
A prova teve inícios às 09:35 no dia 18 de março. 
| Posição | Bateria | Atleta                    | Nacionalidade  | Tempo | Pontos | Notas                |
| ------- | ------- | ------------------------- | -------------- | ----- | ------ | -------------------- |
| 1       | 2       | Noor Vidts                | Bélgica        | 8.15  | 1095   | Recorde pessoal      |
| 2       | 2       | Holly Mills               | Reino Unido    | 8.15  | 1095   | Recorde pessoal      |
| 3       | 2       | Kendell Williams          | Estados Unidos | 8.20  | 1084   | Recorde da temporada |
| 4       | 2       | Chari Hawkins             | Estados Unidos | 8.24  | 1075   |                      |
| 5       | 1       | Sveva Gerevini            | Itália         | 8.35  | 1050   | Recorde pessoal      |
| 6       | 1       | Adrianna Sułek            | Polónia        | 8.36  | 1048   |                      |
| 7       | 2       | Léonie Cambours           | França         | 8.37  | 1046   |                      |
| 8       | 2       | Katarina Johnson-Thompson | Reino Unido    | 8.45  | 1028   | Recorde da temporada |
| 9       | 1       | Dorota Skřivanová         | Chéquia        | 8.47  | 1024   |                      |
| 10      | 1       | Yuliya Loban              | Ucrânia        | 8.61  | 993    |                      |
| 11      | 1       | Claudia Conte             | Espanha        | 8.62  | 991    |                      |
| 12      | 1       | Sarah Lagger              | Áustria        | 8.76  | 961    | Recorde da temporada |

### Salto em altura
A prova teve inícios às 11:02 no dia 18 de março. 
| Posição | Atleta                    | Nacionalidade  | 1.62 | 1.65 | 1.68 | 1.71 | 1.74 | 1.77 | 1.80 | 1.83 | 1.86 | 1.89 | 1.92 | Resultados | Pontos | Notas                | Total |
| ------- | ------------------------- | -------------- | ---- | ---- | ---- | ---- | ---- | ---- | ---- | ---- | ---- | ---- | ---- | ---------- | ------ | -------------------- | ----- |
| 1       | Adrianna Sułek            | Polónia        | –    | –    | –    | –    | o    | o    | o    | o    | o    | xo   | xxx  | 1.89       | 1093   | =                    | 2141  |
| 2       | Noor Vidts                | Bélgica        | –    | –    | o    | o    | o    | o    | o    | o    | xxx  |      |      | 1.83       | 1016   | Recorde da temporada | 2111  |
| 3       | Katarina Johnson-Thompson | Reino Unido    | –    | –    | –    | –    | –    | o    | xo   | o    | xxx  |      |      | 1.83       | 1016   | Recorde da temporada | 2044  |
| 4       | Chari Hawkins             | Estados Unidos | –    | –    | –    | o    | o    | o    | xxo  | o    | xxx  |      |      | 1.83       | 1016   |                      | 2091  |
| 5       | Claudia Conte             | Espanha        | –    | –    | –    | o    | o    | xo   | xxo  | xo   | xxx  |      |      | 1.83       | 1016   | Recorde da temporada | 2007  |
| 6       | Léonie Cambours           | França         | –    | –    | o    | o    | o    | o    | o    | xxo  | xxx  |      |      | 1.83       | 1016   | Recorde da temporada | 2062  |
| 7       | Dorota Skřivanová         | Chéquia        | –    | o    | o    | o    | xxo  | xo   | o    | xxx  |      |      |      | 1.80       | 978    | Recorde pessoal      | 2002  |
| 8       | Kendell Williams          | Estados Unidos | –    | –    | –    | o    | xo   | xo   | xo   | xxx  |      |      |      | 1.80       | 978    | Recorde da temporada | 2062  |
| 9       | Sarah Lagger              | Áustria        | –    | o    | o    | o    | o    | o    | xxx  |      |      |      |      | 1.77       | 941    |                      | 1902  |
| 10      | Yuliya Loban              | Ucrânia        | o    | o    | o    | o    | o    | xxx  |      |      |      |      |      | 1.74       | 903    |                      | 1896  |
| 11      | Holly Mills               | Reino Unido    | –    | –    | –    | xxo  | o    | xxx  |      |      |      |      |      | 1.74       | 903    | Recorde da temporada | 1998  |
| 12      | Sveva Gerevini            | Itália         | o    | xo   | xo   | xxx  |      |      |      |      |      |      |      | 1.68       | 830    |                      | 1880  |

### Arremesso de peso
A prova teve inícios às 13:20 no dia 18 de março. 
| Posição | Atleta                    | Nacionalidade  | #1    | #2    | #3    | Resultados | Pontos | Notas                | Total |
| ------- | ------------------------- | -------------- | ----- | ----- | ----- | ---------- | ------ | -------------------- | ----- |
| 1       | Noor Vidts                | Bélgica        | 14.03 | 13.38 | 12.80 | 14.03      | 796    |                      | 2907  |
| 2       | Chari Hawkins             | Estados Unidos | 13.00 | x     | 14.02 | 14.02      | 795    | Recorde da temporada | 2886  |
| 3       | Holly Mills               | Reino Unido    | 12.90 | 13.38 | 13.68 | 13.68      | 773    |                      | 2771  |
| 4       | Yuliya Loban              | Ucrânia        | 13.46 | 13.46 | 13.48 | 13.48      | 759    |                      | 2655  |
| 5       | Adrianna Sułek            | Polónia        | 12.49 | x     | 13.40 | 13.40      | 754    |                      | 2895  |
| 6       | Sarah Lagger              | Áustria        | 13.00 | x     | 13.15 | 13.15      | 737    |                      | 2639  |
| 7       | Katarina Johnson-Thompson | Reino Unido    | 13.02 | x     | 12.09 | 13.02      | 729    | Recorde da temporada | 2773  |
| 8       | Dorota Skřivanová         | Chéquia        | 12.90 | 12.87 | 11.95 | 12.90      | 721    |                      | 2723  |
| 9       | Kendell Williams          | Estados Unidos | x     | 12.21 | 12.81 | 12.81      | 715    | Recorde da temporada | 2777  |
| 10      | Claudia Conte             | Espanha        | 12.20 | 12.73 | x     | 12.73      | 709    | Recorde pessoal      | 2716  |
| 11      | Léonie Cambours           | França         | 12.00 | 10.51 | 11.41 | 12.00      | 661    |                      | 2723  |
| 12      | Sveva Gerevini            | Itália         | 11.39 | 11.52 | 11.69 | 11.69      | 641    |                      | 2521  |

### Salto em distância
A prova teve inícios às 17:30 no dia 18 de março. 
| Posição | Atleta                    | Nacionalidade  | #1   | #2   | #3   | Resultados | Pontos | Notas                | Total |
| ------- | ------------------------- | -------------- | ---- | ---- | ---- | ---------- | ------ | -------------------- | ----- |
| 1       | Kendell Williams          | Estados Unidos | 6.41 | x    | 6.69 | 6.69       | 1069   |                      | 3846  |
| 2       | Noor Vidts                | Bélgica        | 6.60 | 6.55 | 6.33 | 6.60       | 1040   | Recorde pessoal      | 3947  |
| 3       | Adrianna Sułek            | Polónia        | 6.43 | x    | 6.29 | 6.43       | 985    | Recorde pessoal      | 3880  |
| 4       | Dorota Skřivanová         | Chéquia        | 6.31 | 6.19 | x    | 6.31       | 946    |                      | 3669  |
| 5       | Sveva Gerevini            | Itália         | 5.83 | x    | 6.31 | 6.31       | 946    |                      | 3467  |
| 6       | Holly Mills               | Reino Unido    | x    | 6.28 | 6.04 | 6.28       | 937    |                      | 3708  |
| 7       | Claudia Conte             | Espanha        | 6.13 | x    | 5.96 | 6.13       | 890    | Recorde da temporada | 3606  |
| 8       | Katarina Johnson-Thompson | Reino Unido    | x    | 6.08 | x    | 6.08       | 874    | Recorde da temporada | 3647  |
| 9       | Sarah Lagger              | Áustria        | 5.89 | x    | 6.01 | 6.01       | 853    | Recorde da temporada | 3492  |
| 10      | Léonie Cambours           | França         | 5.98 | x    | x    | 5.98       | 843    |                      | 3566  |
| 11      | Yuliya Loban              | Ucrânia        | 5.71 | 5.70 | 5.69 | 5.71       | 762    |                      | 3417  |
| 12      | Chari Hawkins             | Estados Unidos | x    | x    | x    | NM         | 0      |                      | 2886  |

### 800 metros
A prova teve inícios às 19:50 no dia 18 de março. 
| Posição | Atleta                    | Nacionalidade  | Tempo      | Pontos     | Notas                | Total      |
| ------- | ------------------------- | -------------- | ---------- | ---------- | -------------------- | ---------- |
| 1       | Noor Vidts                | Bélgica        | 2:08.81    | 982        | Recorde pessoal      | 4929       |
| 2       | Adrianna Sułek            | Polónia        | 2:09.56    | 971        | Recorde da temporada | 4851       |
| 3       | Holly Mills               | Reino Unido    | 2:09.97    | 965        | Recorde pessoal      | 4673       |
| 4       | Sveva Gerevini            | Itália         | 2:13.77    | 910        |                      | 4377       |
| 5       | Sarah Lagger              | Áustria        | 2:14.57    | 899        |                      | 4391       |
| 6       | Dorota Skřivanová         | Chéquia        | 2:14.73    | 897        | Recorde pessoal      | 4566       |
| 7       | Claudia Conte             | Espanha        | 2:15.00    | 893        |                      | 4499       |
| 8       | Léonie Cambours           | França         | 2:16.21    | 876        | Recorde da temporada | 4442       |
| 9       | Kendell Williams          | Estados Unidos | 2:19.23    | 834        | Recorde da temporada | 4680       |
| 10      | Yuliya Loban              | Ucrânia        | 2:23.64    | 775        |                      | 4192       |
| 11      | Chari Hawkins             | Estados Unidos | Não largou | Não largou | Não largou           | Não largou |
| 11      | Katarina Johnson-Thompson | Reino Unido    | Não largou | Não largou | Não largou           | Não largou |

## Classificação final
Esse foi o resultado final. 
| Posição           | Atleta                    | Nacionalidade  | Pontos       | Notas                                  |
| ----------------- | ------------------------- | -------------- | ------------ | -------------------------------------- |
| Medalha de ouro   | Noor Vidts                | Bélgica        | 4929         | Recorde nacional · Melhor marca do ano |
| Medalha de prata  | Adrianna Sułek            | Polónia        | 4851         | Recorde nacional                       |
| Medalha de bronze | Kendell Williams          | Estados Unidos | 4680         | Recorde da temporada                   |
| 4                 | Holly Mills               | Reino Unido    | 4673         | Recorde pessoal                        |
| 5                 | Dorota Skřivanová         | Chéquia        | 4566         | Recorde pessoal                        |
| 6                 | Claudia Conte             | Espanha        | 4499         | Recorde pessoal                        |
| 7                 | Léonie Cambours           | França         | 4442         |                                        |
| 8                 | Sarah Lagger              | Áustria        | 4391         |                                        |
| 9                 | Sveva Gerevini            | Itália         | 4377         |                                        |
| 10                | Yuliya Loban              | Ucrânia        | 4192         |                                        |
| 11                | Chari Hawkins             | Estados Unidos | Não terminou | Não terminou                           |
| 11                | Katarina Johnson-Thompson | Reino Unido    | Não terminou | Não terminou                           |

Legenda
| Recorde mundial       | Recorde mundial (World record)               |                       | Recorde africano                      | Recorde africano (African) |                                           | Q | Classificado por posição (Qualified) |
| Recorde do campeonato | Recorde do campeonato (Championship record)  | Recorde da América    | Recorde da América (Americas)         | q                          | Classificado por melhor tempo (Qualified) |   |                                      |
| Melhor marca do ano   | Melhor marca do ano (World leading)          | Recorde asiático      | Recorde asiático (Asian)              | DNS                        | Não largou (Did not start)                |   |                                      |
| Recorde nacional      | Recorde nacional (National record)           | Recorde europeu       | Recorde europeu (European)            | DNF                        | Não terminou (Did not finish)             |   |                                      |
| Recorde pessoal       | Recorde pessoal do atleta (Personal best)    | Recorde da Oceania    | Recorde da Oceania (Oceania)          | DSQ / DQ                   | Desclassificado (Disqualified)            |   |                                      |
| Recorde da temporada  | Recorde da temporada do atleta (Season best) | Recorde sul-americano | Recorde sul-americano (South America) | NM                         | Sem marca (No mark)                       |   |                                      |